# Moritz Nicolas
Moritz Nicolas, né le 21 octobre 1997 à Gladbeck en Allemagne, est un footballeur allemand évoluant au poste de gardien au Borussia Mönchengladbach.

## Biographie

### En équipe nationale
Le 17 novembre 2015, Moritz Nicolas est sélectionné pour la première fois avec l'équipe d'Allemagne U19 pour un match contre l'équipe de France U19, la rencontre se soldant par une victoire 3-2. 
Avec les U20, il est sélectionné deux fois, la première en septembre 2016, avec une défaite 0-1 contre l'Italie, et la seconde en novembre 2017, avec une victoire 2-1 contre l'Angleterre. Il figure également dans le groupe qui participe à la Coupe du monde des moins de 20 ans 2017 organisée en Corée du Sud. Lors de cette compétition qui voit les Allemands s'incliner en huitièmes face à la Zambie, il reste sur le banc des remplaçants.
Il intègre ensuite l'équipe d'Allemagne espoirs, avec qui il joue en octobre 2018, un match contre l'Irlande. Cette rencontre gagnée 2-0 rentre dans le cadre des éliminatoires de l'Euro espoirs 2019.